# 닛산 디젤 빅섬
닛산 디젤 빅섬(영어: Nissan Diesel Big Thumb, 일본어: 日産ディーゼル・ビッグサム 닛산 디제루 빗구사무[*])은 일본 닛산 디젤 (현, UD트럭)이 생산하는 대형 트럭으로 1989년에 닛산 디젤 레조나의 후속으로 출시되었다.
대한민국의 경우 삼성상용차가 1994년부터 2000년까지 일본 UD트럭사와 기술 제휴를 통해서 삼성 SM트럭 모델을 생산한 바가 있다.

## 개요
1989년 12월에 레조나의 후속으로 출시되었다. 1990년 1월에 판매가 시작했다. 초기 모델의 경우 전면 그릴에 차량 마력과 플랫폼이 표시되었다. 1991년 2월에 자동 변속기인 E-매틱이 적용되었다. 1992년에 마이너 체인지로 ABS와 ASR 기능이 추가되었고, 라디에이터 그릴과 실내가 변경 및 RG8, RF8TA형 엔진이 추가되었다. 1994년 12월에 22톤과 25톤 차량이 출시되었다. 1995년 2월 페이스 리프트가 되면서 기존 자동 변속기인 E-매틱 변속기는 ESCOT-AT 변속기와 ESCOT-II 변속기로 변경 및 310마력의 RF8 엔진과 350마력의 RG8 엔진, 40마력의 RH8과 10기통 RH10엔진이 적용되었다.
1996년에 저상형 22톤과 25톤 차량이 출시되었다. 1997년에 마이너 체인지로 차량의 플랫폼이 경량화와 동시에 최초로 운전석에 표준형 에어백이 적용되었다. 또한 변속기의 경우 ESCOT-III 변속기로 변경되었다. 2000년에 페이스 리프트가 진행되면서 6기통 차량의 경우 GE13형으로 통합과 동시에 PF6형 엔진 사용 차량이 단종되었다. 2002년에 천연 가스 차량이 출시되었고, 2003년에 ESCOT-AT IV 변속기가 적용된 차량이 출시했으며, 차량의 로고 디자인이 변경되었다. 2004년에 후속 차량인 큐온이 등장하면서 2005년에 일본 시장에서 단종되었다. 한편 해외의 경우 중화인민공화국, 중화민국, 오스트레일리아에서 계속 큐온이 등장 이후 병행 생산을 했으나 2014년 3월에 볼리비아 공장에서 마지막 생산을 끝으로 단종되었다.

## 사진

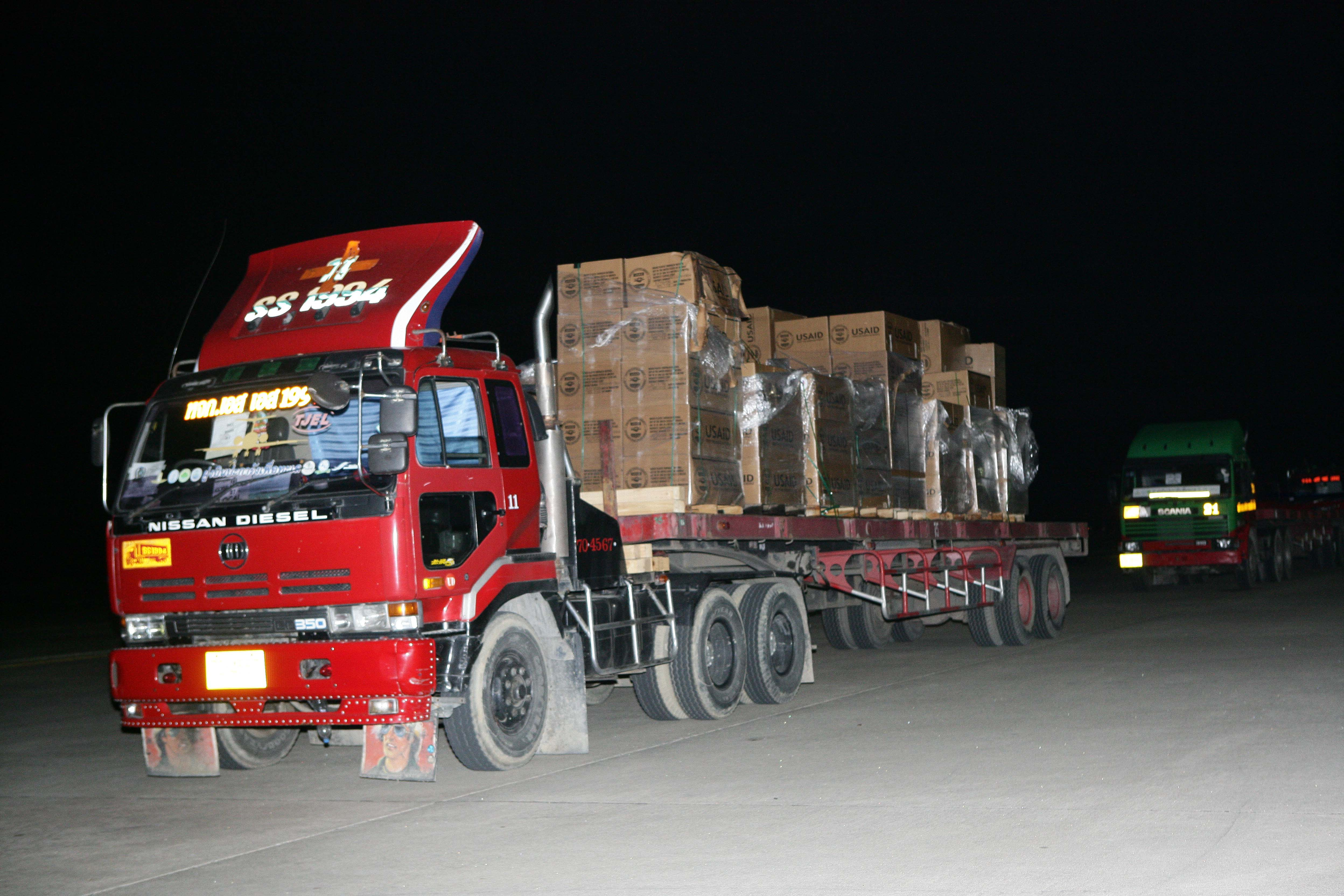
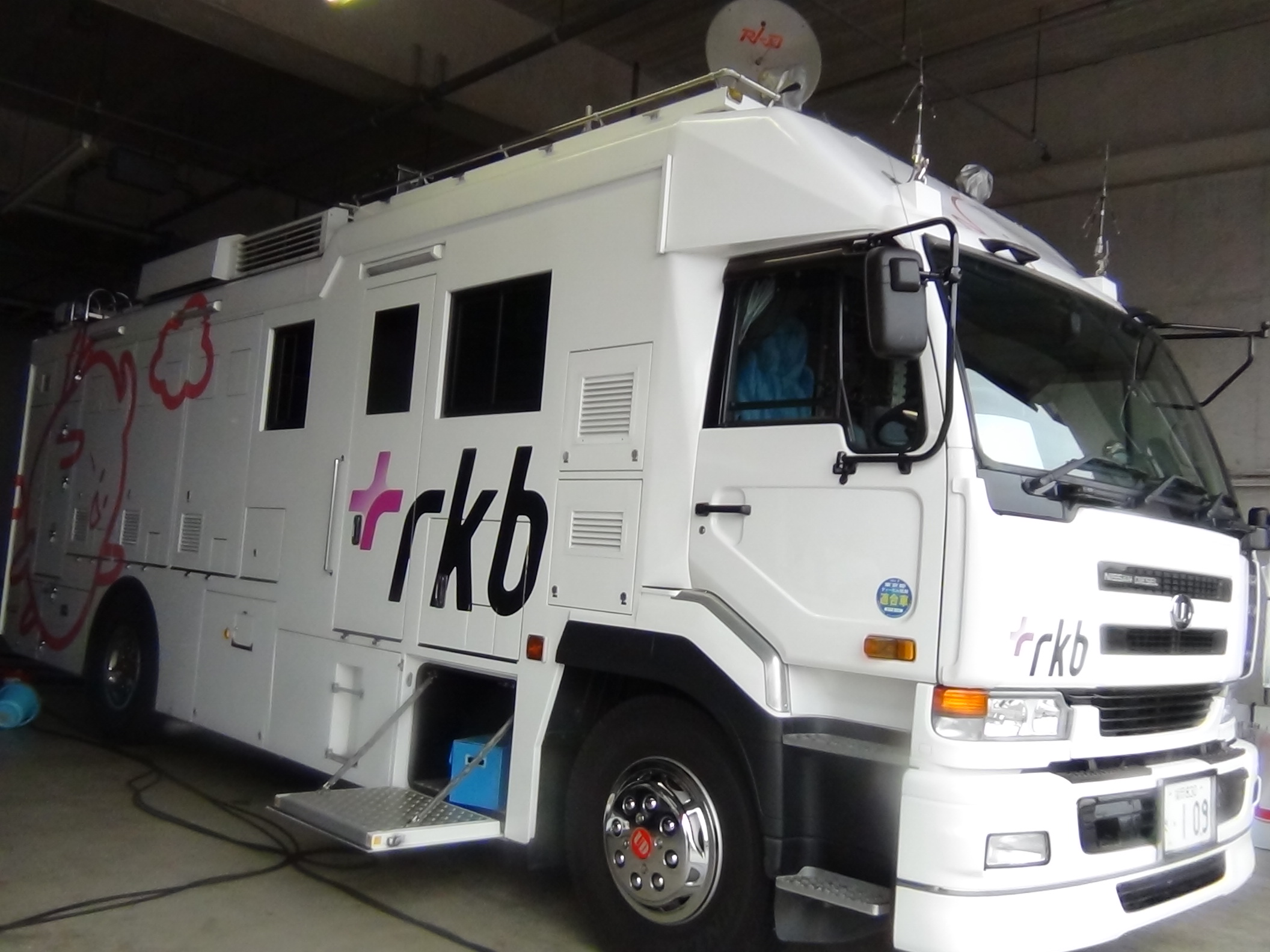
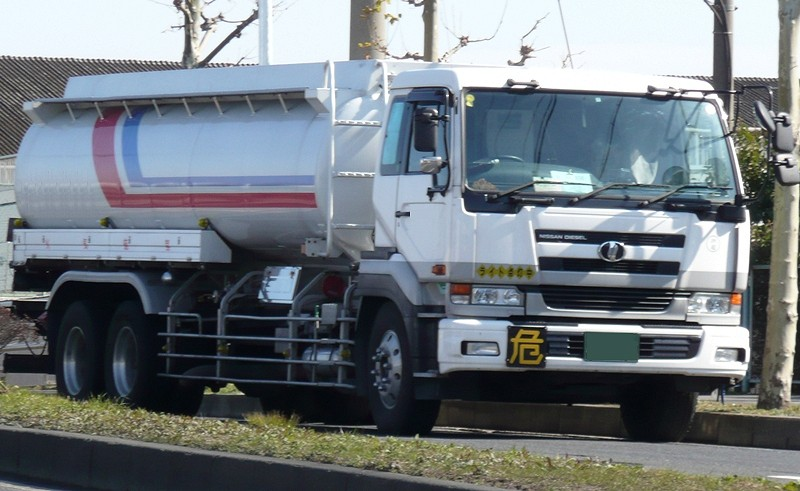
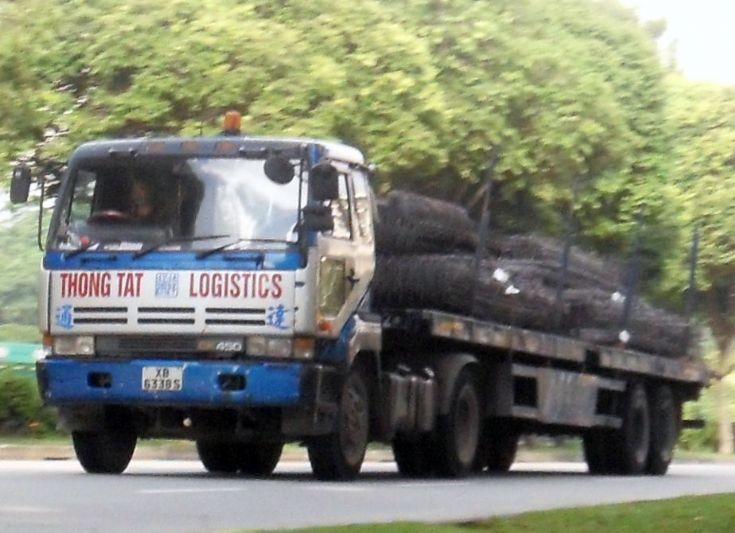
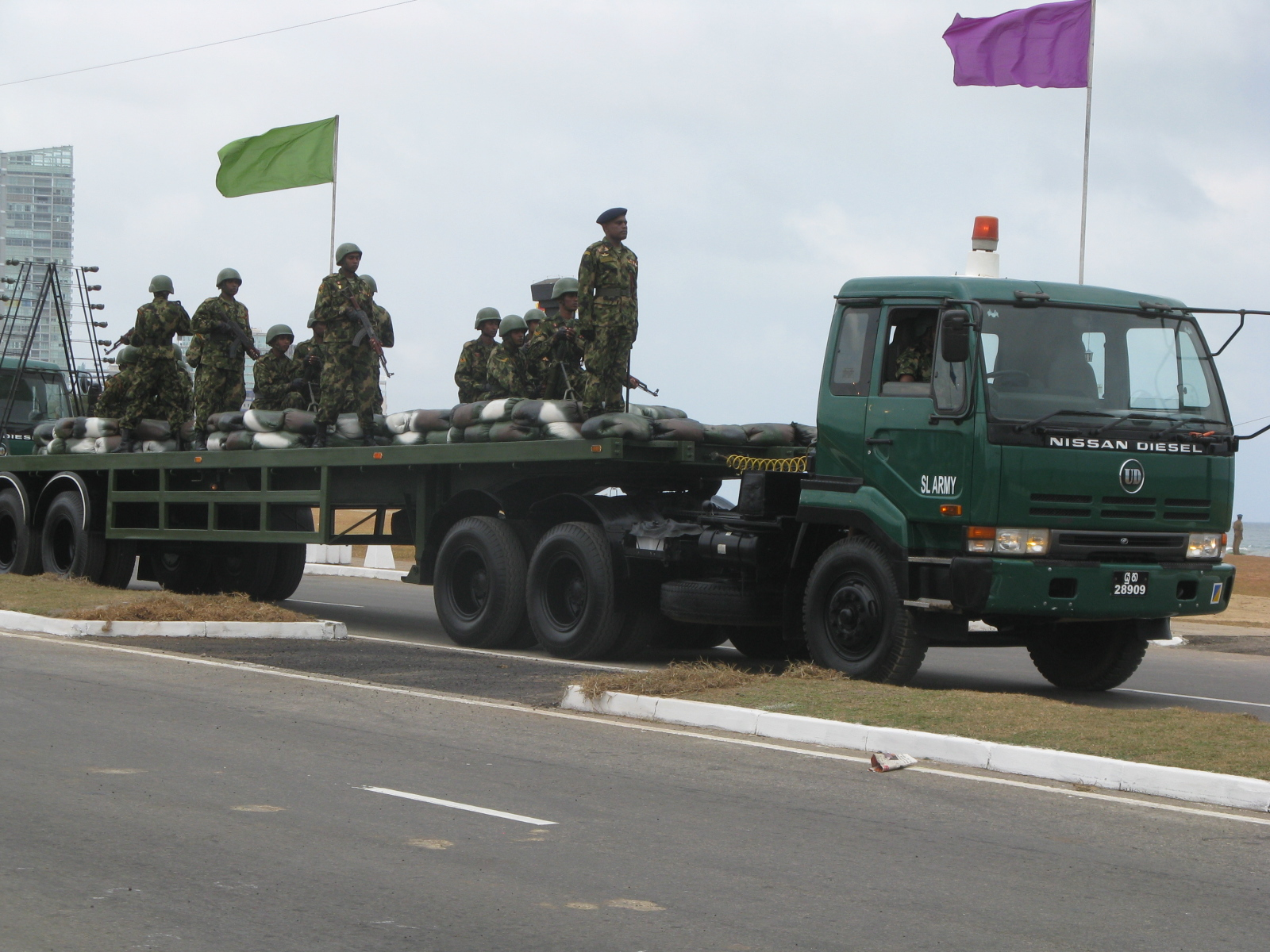
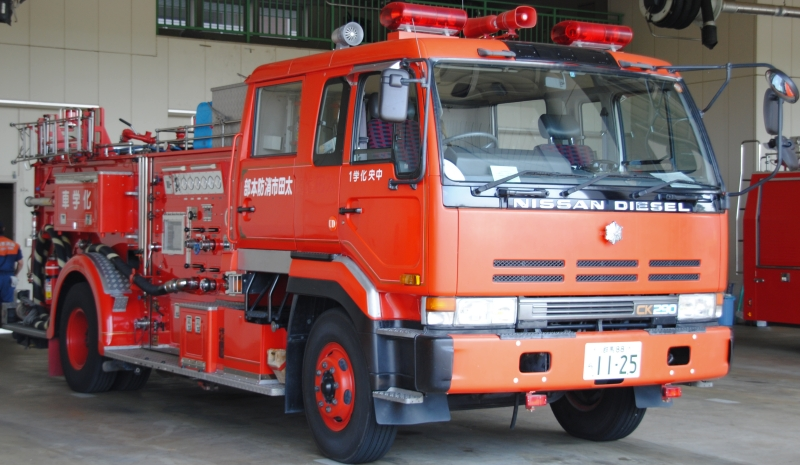
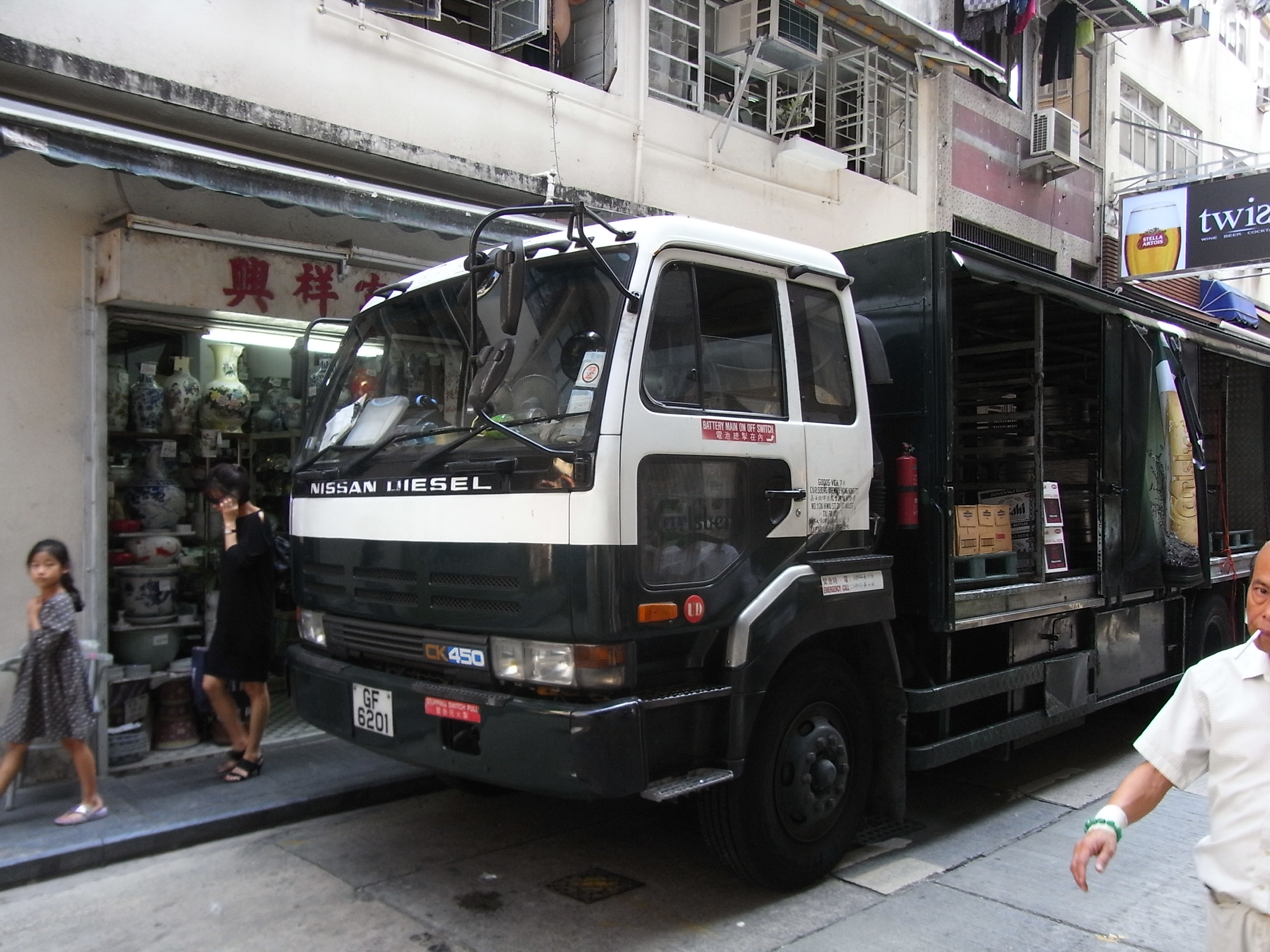

## 라인업
- CD : 6×2
- CG : 8×4
- NCK : 4×2
- CW : 6×4
- CV : 6×2 (2앞 차축)
- CF : 4×4
- CZ : 6×6
- CB：8×8
- CK-T : 4×2 트레일러
- CW-T : 6×4
- CW-Z : 6×4 저상
- CW-X : 6×4 저상
- CK-A : 4×2
- CK-B : 4×2
- CW-B : 6×4
- CG-B : 8×4

## 엔진
| 구분 | 엔진 형식 | 형태, 방식            | 베기량(cc) | 출력 범위(PS) | 탑재                  |
| ---- | --------- | --------------------- | ---------- | ------------- | --------------------- |
| 32   | NF6       | 직렬 6기통 (ICT 사양) | 9,160      | 300           | 1990년부터 2000년까지 |
| 45   | PF6       | 직렬 6기통 (ICT 사양) | 12,500     | 390・360・330 | 1990년부터 2000년까지 |
| 48   | GE13      | 직렬 6기통 (ICT 사양) | 13,074     | 370・440・520 | 1997년부터 2005년까지 |
| 51   | RE8       | 8기통                 | 15,115     | 295           | 1990년부터 1995년까지 |
| 52   | RF8       | 8기통                 | 16,991     | 340           | 1990년부터 2005년까지 |
| 52   | RF8       | 8기통 (ICT 사양)      | 16,991     | 480・560      | 1990년부터 2005년까지 |
| 53   | RG8       | 8기통                 | 17,990     | 320・350      | 1992년부터 2005년까지 |
| 54   | RG8ICT    | 8기통 (ICT 사양)      | 17,990     | 480           | 1992년부터 2005년까지 |
| 55   | RH8       | 8기통                 | 21,205     | 360・400      | 1995년부터 2005년까지 |
| 61   | RE10      | 10기통                | 18,894     | 370           | 1990년부터 1995년까지 |
| 62   | RF10      | 10기통                | 21,230     | 420           | 1990년부터 1995년까지 |
| 63   | RH10      | 10기통                | 26,507     | 450           | 1995년부터 2005년까지 |